# Peristylus secundus
Peristylus secundus är en orkidéart som först beskrevs av John Lindley, och fick sitt nu gällande namn av N.C. Rathakrishnan. Peristylus secundus ingår i släktet Peristylus och familjen orkidéer. Inga underarter finns listade i Catalogue of Life.